# Трескино (Городищенский район)
Тре́скино — село в Городищенском районе Пензенской области России. Административный центр Турдакского сельсовета.

## География
Село находится в восточной части Пензенской области, в лесостепной зоне, на левом берегу реки Сура, на расстоянии примерно 20 км (по прямой) к юго-юго-востоку (SSE) от города Городище, административного центра района. Абсолютная высота — 183 м над уровнем моря.
Климат
Климат характеризуется как континентальный, с холодной зимой и жарким летом. Среднегодовая температура — 3,1 °C. Средняя температура воздуха самого холодного месяца (января) составляет −12,9 °C; самого тёплого месяца (июля) — 19 °C. Годовое количество атмосферных осадков — 673 мм, из которых 415 мм выпадает в период с апреля по октябрь. Снежный покров держится в среднем 146 дней.
Часовой пояс
Село Трескино, как и вся Пензенская область, находится в часовой зоне МСК (московское время). Смещение применяемого времени относительно UTC составляет +3:00.

## Население
| 1748  | 1859  | 1877  | 1897  | 1911  | 1926  | 1930  |
| ----- | ----- | ----- | ----- | ----- | ----- | ----- |
| 764   | ↗1506 | ↘1196 | ↗1666 | ↗1916 | ↗2378 | ↗2530 |
| 1939  | 1979  | 1989  | 1996  | 2002  | 2010  |       |
| ↘2296 | ↘1031 | ↘800  | ↘764  | ↗771  | ↘765  |       |

Половой состав
По данным Всероссийской переписи населения 2010 года, в гендерной структуре населения мужчины составляли 47,1 %, женщины — соответственно 52,9 %.
Национальный состав
Согласно результатам переписи 2002 года, в национальной структуре населения русские составляли 78 % из 771 чел.